# تو، من و ما
تو، من و ما (به هندی: U Me Aur Hum) فیلمی محصول سال ۲۰۰۸ و به کارگردانی اجی دیوگن است. در این فیلم بازیگرانی همچون اجی دیوگن، کاجول ایفای نقش کرده‌اند.

## خلاصه داستان
یک پیرمرد برای یک پیرزن داستان تعریف میکند :
یک دختر(کاجول) و پسر(اجی دیوگن) عاشق هم میشوند بعد از ازدواج دختره به فراموشی مبتلا میشود پسر هم بعد از مدتی خیلی افسرده میشود ولی دوباره زندگیشون سر و سامان پیدا میکنه و در سن پیری یک بار دیگر به همان جا میروند که عاشق شدند و سالگرد ازدواجشان را جشن میگیرند .